# Rutherford Ridge
Rutherford Ridge är en bergstopp i Antarktis. Den ligger i Östantarktis. Nya Zeeland gör anspråk på området. Toppen på Rutherford Ridge är 1 468 meter över havet.
Terrängen runt Rutherford Ridge är kuperad åt sydost, men åt nordväst är den bergig. Trakten är obefolkad. Det finns inga samhällen i närheten. 